# Hatarlema (Hatuquessi)
Hatarlema ist eine osttimoresische Aldeia im Suco Hatuquessi (Verwaltungsamt Liquiçá, Gemeinde Liquiçá). 2015 lebten in der Aldeia 643 Menschen.

## Geographie
Hatarlema liegt im Nordosten des Sucos Hatuquessi. Westlich liegen die Aldeias Nunuhou und Tautalo und südlich die Aldeia Hatuquessilete. Im Norden und Osten grenzt Hatarlema an den Suco Loidahar. Die Grenze zu Loidahar bildet der Ricameta, ein Quellfluss des Laklos, die Westgrenze folgt dem Nomoro, der zweite Grenzfluss.
Das Ortszentrum von Hatarlema befindet sich an der Südgrenze zur Aldeia Hatuquessilete. Hier steht das Hospital Hatuquessi.

## Geschichte
Ende 1979 gab es in Hatarlema ein sogenanntes Transit Camp, in dem die indonesischen Besatzer osttimoresische Zivilisten internierten.

## Politik
2023 wurde Zacarias dos Santos Vidigal zum Chefe de Aldeia gewählt.